# Antički brodolom kod Sutivana na Braču
Ostatci antičkog brodoloma nalaze se kod Sutivana na Braču.

## Opis
Nedaleko od Sutivana na otoku Braču na dubini između 31 i 34 metara nalaze se ostatci brodoloma sa sarkofazima i ostalim kamenim predmetima koji vjerojatno potječu iz lokalnih bračkih kamenoloma. Na morskom dnu vidljivo je 20 predmeta od kojih je 7 sarkofaga, 2 poklopca sarkofaga, 9 blokova, 1 stup kružnog presjeka te 1 kamenica s vidljivom perforacijom. Dimenzije nalazišta su 6,60 m x 4,10 (bez kamenice koja se nalazi 2 metra izvan koncentracije tereta). Okvirna datacija ovog nalazišta je kasna antika. Za pretpostaviti je da se u sloju pijeska ispod i oko spomenutih predmeta nalaze ostatci posuđa iz brodske kuhinje kao i ostatci drvene brodske konstrukcije koji bi mogli točnije datirati ovaj u jadranskim okvirima jedinstven lokalitet.

## Zaštita
Pod oznakom Z-6502 zaveden je kao nepokretno kulturno dobro - pojedinačno, pravna statusa zaštićena kulturnog dobra, klasificirano kao "arheološka baština".